# Королівський герб Камбоджі
Королівський герб Камбоджі — символ камбоджійської монархії. Він існував у близькому до його сьогоднішньої форми виді із часу установи незалежного Королівства Камбоджі в 1953. Є символом правлячого монарха Камбоджі.

## Опис

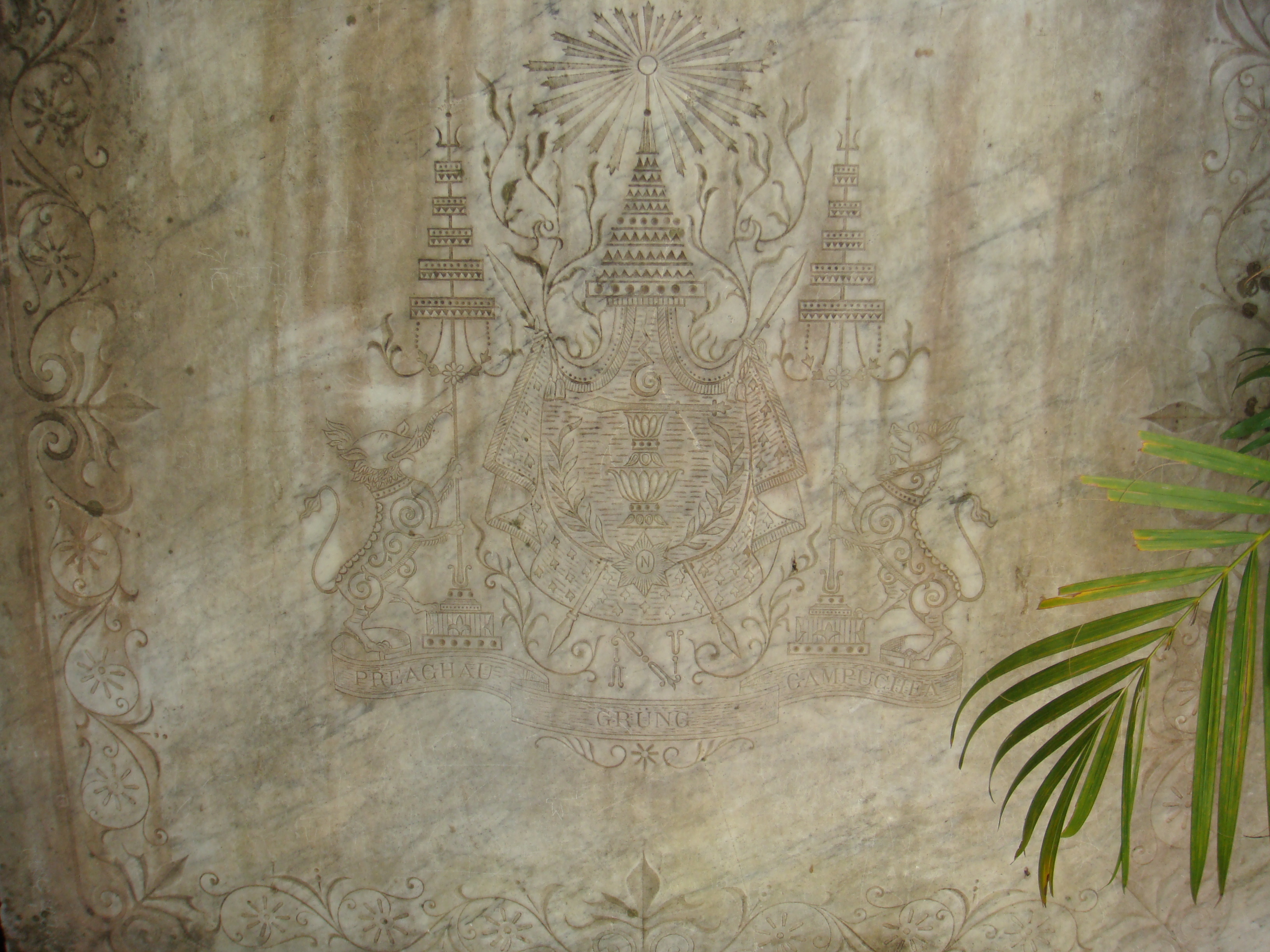
герб Камбоджі в камені

На гербі зображені два леви, що стоять на задніх лапах. У своїх передніх лапах тварини втримують дві п'ятиярусні пляжні парасольки. Між ними укладений обрис королівської корони із променем світла в його вершині. Під короною на п'єдесталі перебуває меч, над яким написаний кхмерський символ (Aum).
Кхмерські написи на стрічці в підставі герба: preah'jao (королівський або сприятливий правитель) — krung (область, або в цьому випадку, королівство) — Кампучія (Камбоджа). Фраза цілком — Король Королівства Камбоджі.

## Галерея

Герб Камбоджі, 1935
Герб Кхмерської Республіки 1970-1975
1975-1979
1979-1989
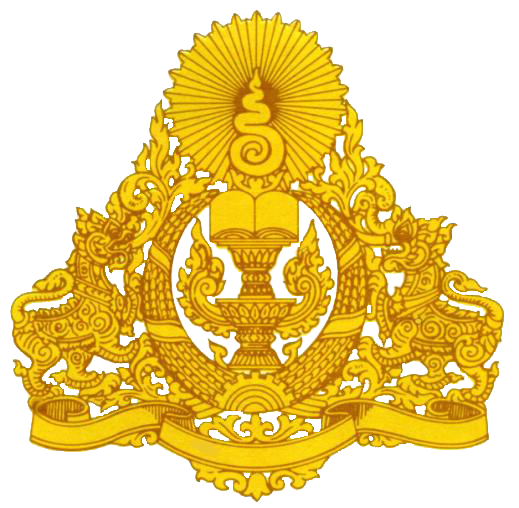
Герб коаліції за демократичну Кампучию
1989-1991
1991-1993